# Air Accidents Investigation Branch

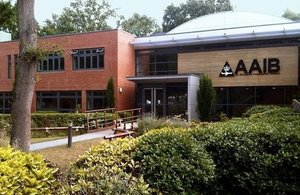
Sitz des AAIB

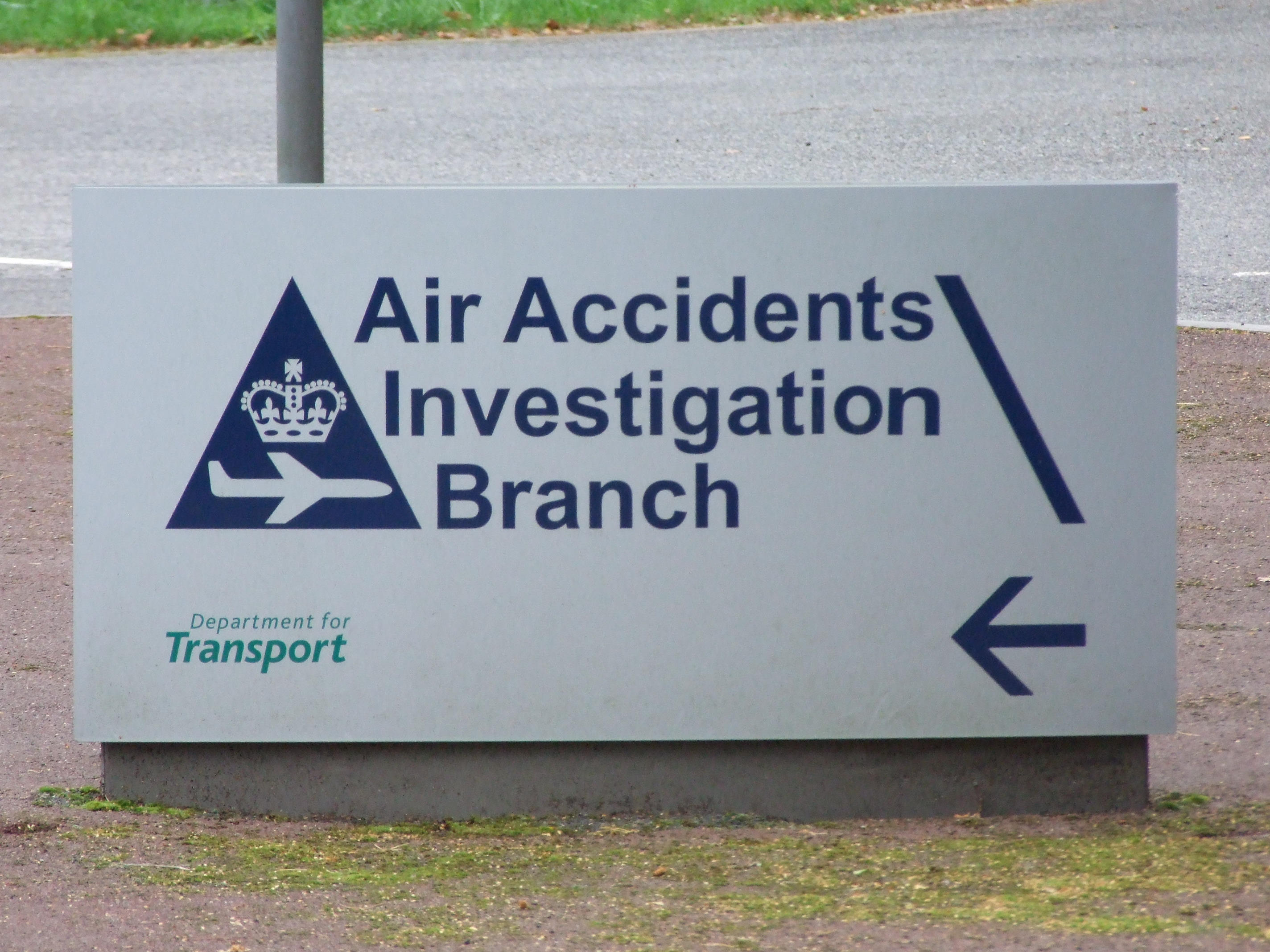
Wegweiser am Sitz des AAIB

Die Air Accidents Investigation Branch (AAIB, deutsch Flugunfalluntersuchungsabteilung) ist eine Verkehrsbehörde des Vereinigten Königreichs, die Flugunfälle untersucht und zum Geschäftsbereich des englischen Transportministeriums (Department for Transport) gehört. Ihr Dienstsitz befindet sich am Farnborough Airfield in Farnborough in der Grafschaft Hampshire.

## Geschichte
Die Geschichte der Behörde geht auf das Jahr 1915 zurück, als sie unter dem Namen Accidents Investigation Branch (AIB) of the Royal Flying Corps (RFC) eingerichtet wurde. 1987 erhielt die Organisation ihren jetzigen Namen, nachdem sie mehrmals anderen Behörden zugeordnet war.

## Organisation
Der Personalkörper der AAIB besteht aus einem Mitarbeiterstamm von 53 Personen, die unter der Leitung des Chief Inspector of Air Accidents und dessen Stellvertreter Deputy Chief Inspector of Air Accidents  stehen. Untersuchungen werden von einer der fünf Gruppen durchgeführt. Letztere stehen jeweils unter der Leitung eines Principal Inspectors.